# Гімнастика на літніх Олімпійських іграх 1924
Змагання з гімнастики на літніх Олімпійських іграх 1924 в Парижі тривали з 17 по 24 липня на Олімпійському стадіоні Ів дю Мануар. Змагалися лише чоловіки. Розіграно 9 комплектів нагород у спортивній гімнастиці.

## Медальний залік
| Дисципліни              | Золото | Срібло | Бронза |
| ----------------------- | --- | --- | --- |
| Абсолютна першість      | Леон Штукель (YUG) | Роберт Пражак (TCH)                                                                                                  | Бедріх Шупчик (TCH) |
| Командна першість       | Італія (ITA) Луїджі Камб'язо Маріо Лертора Вітторіо Луккетті Луїджі Майокко Фердінандо Мандріні Франческо Мартіно Джузеппе Паріс Джорджо Дзампорі | Франція (FRA) Ежен Кордоньє Леон Дельсарт Франсуа Ганглофф Жан Гуно Артур Ерманн Андре Іжлен Жозеф Юбер Альбер Сеген | Швейцарія (SUI) Ганс Ґрідер Ауґуст Ґюттінґер Жан Ґутвінґер Жорж Міз Отто Пфістер Антуан Ребете Карл Відмер Йозеф Вільгельм |
| Перекладина             | Леон Штукель (YUG) | Жан Ґутвінґер (SUI)                                                                                                  | Андре Іжлен (FRA) |
| Паралельні бруси        | Ауґуст Ґюттінґер (SUI) | Роберт Пражак (TCH)                                                                                                  | Джорджо Дзампорі (ITA) |
| Кінь                    | Йозеф Вільгельм (SUI) | Жан Ґутвінґер (SUI)                                                                                                  | Антуан Ребете (SUI) |
| Кільця                  | Франческо Мартіно (ITA) | Роберт Пражак (TCH)                                                                                                  | Ладислав Ваха (TCH) |
| Лазіння по канату       | Бедріх Шупчик (TCH) | Альбер Сеген (FRA)                                                                                                   | Ладислав Ваха (TCH) Ауґуст Ґюттінґер (SUI)                                                                                 |
| Кінь, що стоїть поперек | Альбер Сеген (FRA) | Жан Гуно (FRA) Франсуа Ганглофф (FRA)                                                                                | не нагороджували |
| Опорний стрибок         | Френк Кріз (USA) | Ян Кутни (TCH) | Богуміл Морковськи (TCH)                                                                                                   |

## Країни-учасниці
Змагалися 72 гімнасти з 9 країн:
- Чехословаччина (8)
- Фінляндія (8)
- Франція (8)
- Велика Британія (8)
- Італія (8)
- Люксембург (8)
- Швейцарія (8)
- США (8)
- Югославія (8)

## Таблиця медалей
| Місце               | Країна               | Золото | Срібло | Бронза | Загалом |
| ------------------- | -------------------- | ------ | ------ | ------ | ------- |
| 1                   | Швейцарія (SUI)      | 2      | 2      | 3      | 7       |
| 2                   | Італія (ITA)         | 2      | 0      | 1      | 3       |
| 3                   | Югославія (YUG)      | 2      | 0      | 0      | 2       |
| 4                   | Чехословаччина (TCH) | 1      | 4      | 4      | 9       |
| 5                   | Франція (FRA)        | 1      | 4      | 1      | 6       |
| 6                   | США (USA)            | 1      | 0      | 0      | 1       |
| Загалом (6 збірних) | Загалом (6 збірних)  | 9      | 10     | 9      | 28      |